# François Morellet

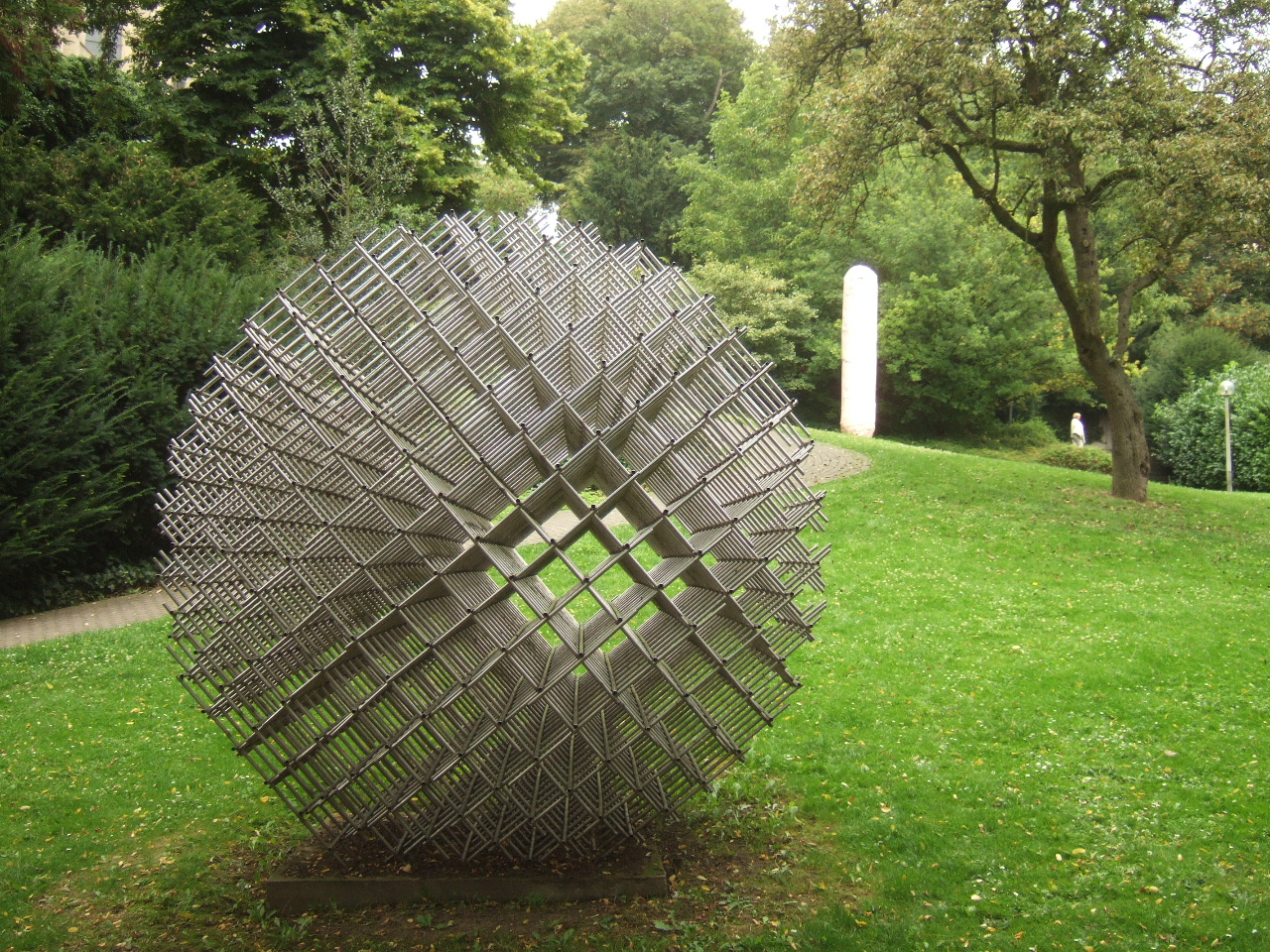
Dzieło artysty w Mönchengladbach

François Morellet (ur. 30 kwietnia 1926 w Cholet, Maine i Loara, zm. 10 maja 2016) – francuski artysta współczesny.
Początkowo uprawiał sztukę minimalistyczną i konceptualną, następnie poszedł w kierunku geometrycznej abstrakcji. Był jednym z założycieli Groupe de Recherche d’Art Visuel (1961, wraz z artystami takimi jak: Francisco Sobrino, Horatio Garcia-Rossi, Hugo DeMarco, Julio Le Parc, Jean-Pierre Yvaral (syn Victora Vasarely’ego), Joël Stein, François Molnar i Vera Molnar).
Jest twórcą m.in. pracy Repartycja przypadkowa 40 000 kwadratów według liczb parzystych i nieparzystych książki telefonicznej, 50% błękitu, 50% czerwieni (1963), instalacji Lawina (1997) czy L’Esprit d’escalier.
Zmarł w nocy z 10 na 11 maja 2016.

## Przypisy

Album de 10 sérigraphies sur 10 ans (1952-1961), François Morellet, 1975, Musée Groninger
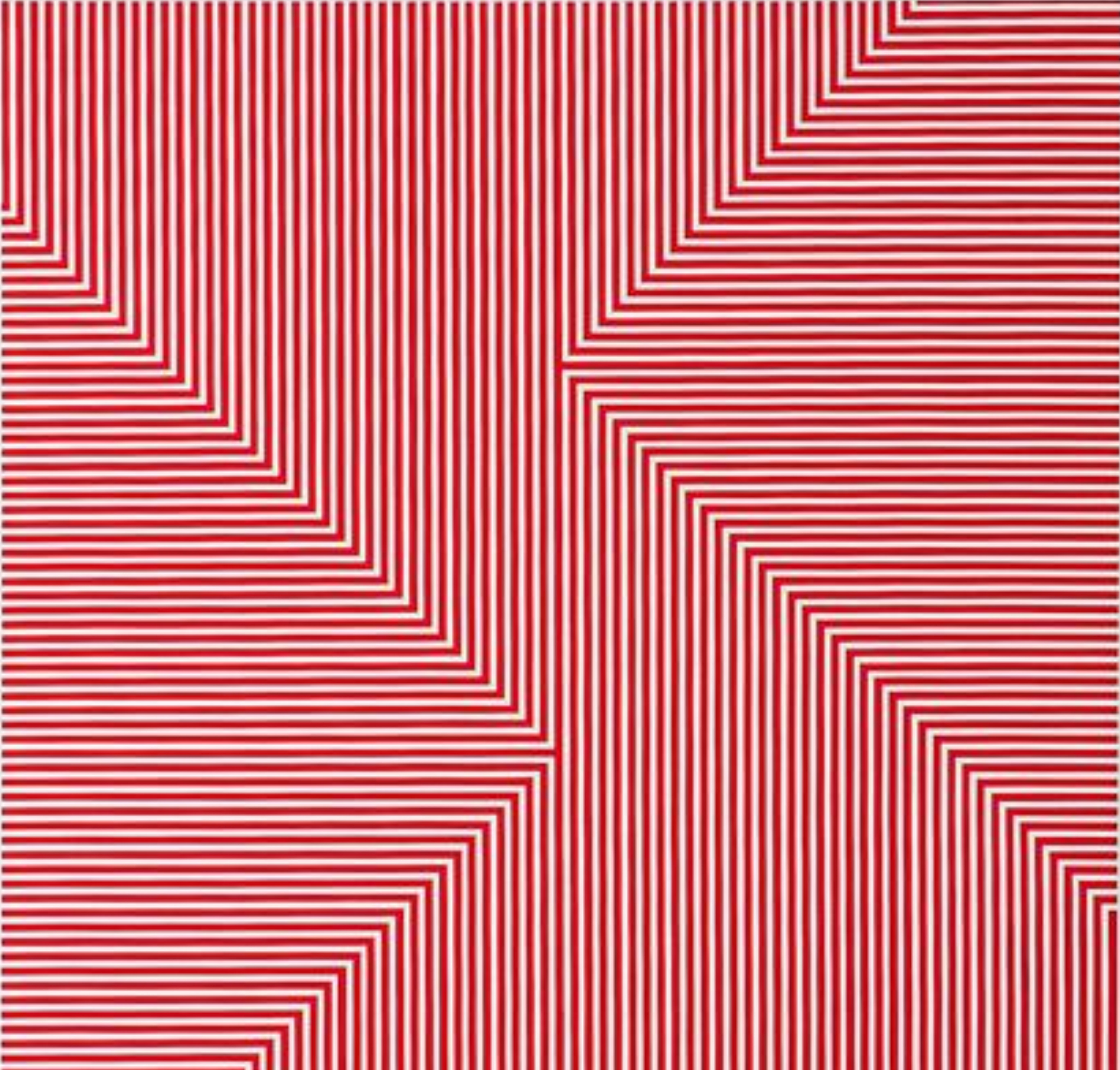
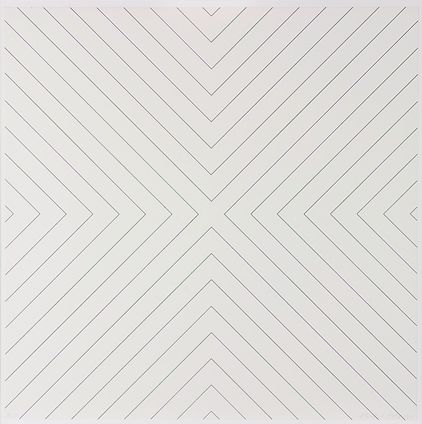
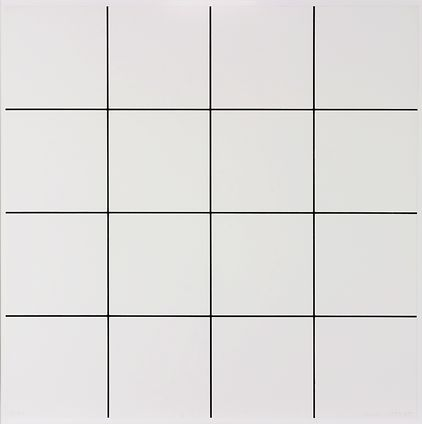
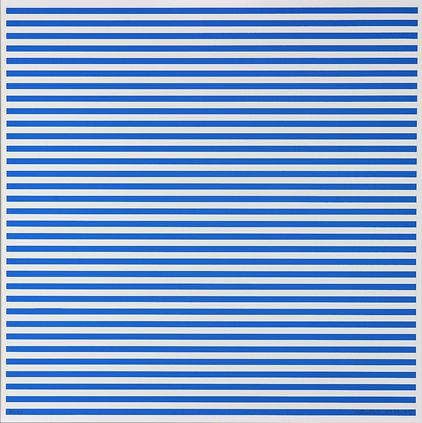